# NGC 5791
NGC 5791 este o galaxie eliptică situată în constelația Balanța. A fost descoperită în 19 mai 1787 de către William Herschel. Se află la o distanță de 48,7 de megaparseci de Pământ.